# 한국인터넷미디어협회
한국인터넷미디어협회(영어: Korea Internet Media Assciation)는 대한민국의 신문사와 방송사, 그리고 뉴스통신사에 종사하는 전현직 기자 및 언론인 직능 단체이며 대통령실,정부부처 출입기자 추천언론단체이다.

## 창립
한국인터넷미디어협회(회장 전병길)는 지난 2004년 한국프레스센터에서 창립한 한국인터넷신문방송기자협회의 후신이다. 

## 조직
총회를 최고 의결기구로 하고, 회장단과 이사, 사무국이 본회를 운영하며, 2023년 현재 200개 회원사 및 기자, 전현직 언론인이 회원으로 가입되어 있다.

## 활동
설립 목적은 헌법에 명시된 언론의 자유를 수호하고 국민의 알 권리 충족, 기자들의 권익 보호, 언론사 간의 정보교환 및 연대. 친목을 도모하는 목적으로 설립됐다. 대표적인 사업으로는 인터넷 미디어 육성을 위한 인터넷 업체간 협력사업, 뉴스제휴관련 가이드라인 설정 및 뉴스콘텐츠 저작권보고, 인터넷 미디어의 취재기회 확대,인터넷 미디어 인력의 전문성 제고를 위한 교육사업 등의 사업을 진행하고 있다.

## 회원사
다음은 한국인터넷미디어협회 임원회원사이다.

### 언론사/미디어관련
- 뉴데일리
- 뉴스라이브(프리존뉴스)
- 뉴스앤뉴스
- 뉴스타운
- 뉴스프리즘
- 파이낸셜경제
- 더타임즈
- 독립신문 (대표 신혜식)
- 마이 미디어
- 미래한국신문
- 미디어이슈
- 선데이뉴스
- 대한일보
- 노동일보
- 빅뉴스
- 사이버 디펜스
- 서울포스트뉴스
- 소비자가 만드는 신문
- 기업일보
- 올인코리아
- 인터넷타임즈 (대표 양영태)
- 자주국방네트워크
- 조갑제닷컴
- 코나스
- 투데이 포커스
- 기업일보
- 프런티어타임스
- 실버컨슈머
- 한국푸른쉼터신문
- 뉴스쉐어
- 마이미디어 (대표 여원동)
- 태그스토리닷컴
- 퓨즈 커뮤니케이션
- 이미디어

## 임원현황
다음은 한국인터넷미디어협회 임원현황(2023년 9월 기준)이다.

회장
- 전병길 파이낸셜경제 대표

비대위원장
- 전영준 푸른한국닷컴 대표

부회장
- 정인대 뉴스프리즘 대표
- 박종덕 데일리안 호남본부 대표
- 김범수 미래한국 대표

고문
- 강길모 프리존뉴스 대표
- 현소환 뉴스앤뉴스 대표, 전 연합뉴스 사장
- 양영태 자유언론인협회 회장, 인터넷타임즈 대표
- 김영한 전 뉴데일리 대표, 전 국민일보 편집국장, 전 인터넷 신문 데일리안 편집인 겸 편집국장
- 인보길 뉴데일리 대표
- 이동복 북한민주화포럼 대표
- 백동현 시큐리티뉴스 대표
- 신혜식 독립신문 대표

사무처장
- 박종완 미디어이슈 대표

사무국장
- 이재현 뉴스쉐어 대표

운영위원
- 여원동 마이미디어 대표
- 김승근 독립신문 기자
- 전경웅 전 뉴데일리 차장
- 박한명 폴리뷰 편집장

## 같이 보기
- 한국인터넷신문방송기자협회